# Order Padma Shri
Order Padma Shri (dewanagari पद्म श्री) – indyjskie jednoklasowe odznaczenie cywilne, przyznawane przez rząd federalny.

## Historia
Order Padma Shri został ustanowiony 2 stycznia 1954 przez pierwszego prezydenta Indii Rajendrę Prasada wraz z dwoma innymi odznaczeniami z grupy Padma Awards: Orderem Padma Vibhushan i Orderem Padma Bhushan oraz Orderem Bharat Ratna. Przyznawanie wszystkich tych odznaczeń zostało zawieszone w okresie od 13 lipca 1977 do 26 stycznia 1980.
Początkowo Order Padma Shri miał być odznaczeniem trójstopniowym. W projekcie najwyższym było odznaczenie Pahela Varg (dosł. „pierwszej klasy” – obecnie Padma Vibhushan), drugim w kolejności było Dusra Varg (dosł. „drugiej klasy” – obecnie Padma Bhushan), a najniższym Tisra Varg (dosł. „trzeciej klasy” – obecnie właśnie Padma Shri).
W hierarchii indyjskich odznaczeń cywilnych znajduje się na czwartym miejscu (za Orderem Bharat Ratna, Orderem Padma Vibhushan i Orderem Padma Bhushan).
Order Padma Shri nadawany jest w dowód uznania głównie obywatelom indyjskim za wybitne osiągnięcia artystyczne, sportowe, naukowe, a także za sukcesy w działalności społeczno-politycznej i biznesowej.

## Odznaczeni
Do 2009 Orderem Padma Shri zostało odznaczonych 2336 osób, m.in.

### Obywatele Indii
- Charanjeet Singh (1964)[4]
- Ram Narayan (1976)
- Amitabh Bachchan (1984)[5]
- Kartar Dhillon Singh (1987)
- Jaya Bhaduri (1992)
- Sachin Tendulkar (1999)
- A.R. Rahman (2000)
- Shah Rukh Khan (2005)
- Aishwarya Rai (2009)[6]
- Akshay Kumar (2009)[7]
- Jayanta Mahapatra (2009)
- Kajol (2011)[8]
- Kiran Kumar (2013)[9] – szef indyjskiej agencji kosmicznej ISRO

### Obcokrajowcy
- J.R. Gangaramani (2010, Zjednoczone Emiraty Arabskie)[10]
- B. Raveendran Pillai (2010, Bahrajn)[11]
- Colette Mathur (2009, Suazi)[12]
- Gennadij Piechnikow (2009, Rosja)[13]